# Joan Plans i Costa
Joan Plans i Costa (Sant Joan d'Oló, 29 d'abril de 1815 - Sabadell, 12 de gener de 1900) fou adroguer, alcalde de Sabadell i president de Caixa d'Estalvis de Sabadell.

## Biografia
Després de cursar els estudis a Avinyó i a Manresa, es traslladà a Sabadell, on va obrir una adrogueria al raval de Dins. Va ser alcalde durant dos anys, del gener de 1865 al desembre de 1866, en què defensà el dret de Sabadell a les aigües de la riera de Rubí, de la font Rosella i de la riera de Sobarber; va construir un nou escorxador prop del Ripoll; va millorar el cementiri municipal i va dotar la ciutat de servei telegràfic. Deixà l'alcaldia l'1 de gener de 1867 per motius de salut, en sofrir un despreniment de retina que el deixà cec. Va ser un administrador eficaç i honest. Mentre va ser alcalde, va presidir la Caixa d'Estalvis de Sabadell, quan n'era director Pere Oliver i Salt.
El 14 d'abril de 1903, l'ajuntament presidit per l'alcalde Pere Viloca i Comadran va acordar donar el nom de Plans a un carrer de la ciutat.